# Junta governativa maranhense de 1889
A Junta governativa maranhense de 1889 era formada por:
- João Luís Tavares, tenente-coronel
- Cândido Floriano da Costa Barreto, capitão-tenente
- Augusto Frutuoso Monteiro da Silva, tenente
- João Lourenço da Silva Milanez, capitão
- Francisco Xavier de Carvalho, tenente-coronel
- José Francisco Viveiros
- Francisco de Paula Belfort Duarte.

A Junta governou o estado de 18 de novembro a 17 de dezembro de 1889.